# 36424 Satokokumasaki
36424 Satokokumasaki este un asteroid din centura principală de asteroizi.

## Descriere
36424 Satokokumasaki este un asteroid din centura principală de asteroizi. A fost descoperit pe 03 august 2000 au centre Bisei SG Center în cadrul programului BATTeRS. Asteroidul prezintă o orbită caracterizată de o semiaxă mare de 2,30 ua, o excentricitate de 0,11 și o înclinație de 4,0° în raport cu ecliptica.